# Howard Pawley
Pour les articles homonymes, voir Pawley.
Howard Russell Pawley, né le 21 novembre 1934 à Brampton en Ontario et mort le 30 décembre 2015 à Windsor dans la même province, est un professeur et homme politique canadien.
Il est premier ministre du Manitoba de 1981 à 1988.

## Publication
- (en) Keep True: A Life in Politics, University of Manitoba Press, avant-propos de Paul Moist, 2011.